# Testament
«Testament» (в переводе с англ. — «завет») — американская группа из города Беркли (Калифорния) близ Сан-Франциско, играющая в стиле трэш-метал. За 40 лет существования в составе группы происходили многочисленные изменения, при этом постоянным участником остаётся только гитарист Эрик Питерсон. Со временем в группу вернулись два оригинальных участника — Алекс Сколник (гитара) и Грег Кристиан (бас-гитара), хотя Кристиан вновь покинул группу в 2014 году. Чак Билли появился в группе в 1986 году, непосредственно перед началом записи их дебютного альбома The Legacy, заменив Стива Сузу в качестве вокалиста.
На счету Testament 13 полноформатных, 5 концертных альбомов, 6 компиляций и 16 синглов. Первый успех и популярность в обществе любителей тяжёлой музыки группа заработала после выхода дебютной пластинки The Legacy в 1987 году, за которой последовали The New Order (1988), Practice What You Preach (1989) и Souls of Black (1990). Крупный коммерческий успех группу ожидал сразу после выхода альбома The Ritual в 1992 году — он занял в чарте Billboard 200 55 место. Testament четырежды попадали в список 40 лучших альбомов США, а также дважды — в список 50 лучших альбомов Великобритании. Девятый студийный альбом группы, The Formation Of Damnation (2008), вошёл в двадцатку лучших альбомов в Германии, заняв 15-е место, в то время как его предшественник, альбом The Gathering, входил в топ-50 лучших альбомов Германии. Десятый студийный альбом под названием Dark Roots of Earth, увидевший свет 27 июля 2012 года, вскоре после выхода оказался в Billboard 200 под 12-м номером — это самая высокая позиция, которой группе удавалось достичь в американских чартах. Brotherhood of the Snake (2016) также вошел в двадцатку американских чартов. Следующий альбом, Titans of Creation, вошел в первую сотню. Количество проданных альбомов по всему миру превышает 14 миллионов копий по состоянию на 2016 год и достигает 1,4 миллиона в США с начала «эры SoundScan» (1991-настоящее время).

## История

### Ранние годы. ВыходThe Legacy(1982—1987)
Testament была основана в 1982 году гитаристом Эриком Питерсоном и его двоюродным братом Дерриком Рамирезом, совмещавшим роли гитариста и вокалиста. Группа поначалу именовалась Legacy. Вскоре в группе появились басист Грэг Кристиан и барабанщик Майк Рончетте. Впоследствии Рамиреса заменил Алекс Сколник, который был учеником известного гитариста-виртуоза Джо Сатриани. В связи с уходом Рамиреса группе пришлось искать вокалиста, и их выбор остановился на Стиве Сузе, с которым в 1985 году группа записала 4-песенное демо. Сразу после записи демо Рончетте покинул группу, и место за ударной установкой занял Луи Клементе. Немногим позже, Суза был вынужден покинуть состав Legacy, для того чтобы заменить Пола Бэйлоффа в находящейся на тот момент на пике своей популярности группе Exodus, порекомендовав на своё место своего друга, американца индейского происхождения, Чака Билли. В процессе записи первого альбома, который решено было назвать так же, как и группу, выяснилось, что под таким названием уже существует джаз-бэнд. По одной из версий, название группе подсказал Билли Милано из Stormtroopers of Death.
Первый альбом Testament, The Legacy, вышел в 1987 году на Megaforce Records. В одно мгновение Testament стали популярны в трэш-металлических кругах, и их даже стали сравнивать с пионерами жанра Metallica. На Over The Wall было снято музыкальное видео, в котором группа выступает в тюрьме Алькатрас, и которое получило регулярную ротацию на программе Headbangers Ball канала MTV. На волне славы группе быстро удалось увеличить число своих фанатов благодаря успешному туру по Америке и Европе совместно с нью-йоркскими Anthrax, которые также были на пике популярности после выхода Among the Living. Во время тура был записан EP Live At Eindhoven. Они также открывали Slayer и их партнёров по лейблу Overkill, так же как и Megadeth (в их туре в поддержку Peace Sells… but Who’s Buying?).

### Нарастающая популярность (1988—1992)
Следующий полноформатник, The New Order, увидел свет в 1988 году и имел небольшой успех, заняв 136 строчку в Billboard 200, но ему удалось продать более 250 000 копий благодаря ротации песни «Trial by Fire» и кавера Aerosmith «Nobody’s Fault» (по радио и телевидению), а также благодаря неустанным гастролям. Такие песни, как «Into The Pit», «Disciples Of The Watch», «Trial By Fire» стали хитами, и до сих являются неотъемлемой частью любой концертной программы. В поддержку альбома Testament разогревали Megadeth в их туре So Far, So Good... So What! по Европе и выступали в США с такими исполнителями, как Overkill, Voivod, Death Angel, Vio-lence, Nuclear Assault, Sanctuary, Raven, Forbidden и Heathen. Летом 1988 года они также выступили на нескольких фестивалях, таких как Metalfest в Милуоки, Aardschokdag в Нидерландах, и заменили Megadeth на некоторых концертах в европейском туре Monsters of Rock, в котором также участвовали Iron Maiden, Kiss, David Lee Roth, Great White и Anthrax. К тому времени, когда тур The New Order закончился в начале 1989 года, Testament не только укрепили свою репутацию одной из самых известных трэш-металлических групп, но и стали хэдлайнерами своих собственных шоу. По завершении концертов группа вернулась в студию, чтобы записать Practice What You Preach. Пластинка вышла в августе 1989 года. В отличие от первых двух альбомов, основная тематика песен которых была основана на оккультизме и готике, Practice What You Preach содержит более серьёзную лирику — в частности, обличение пороков общества, таких как ложь и предательство, и затрагивает социальные и политические проблемы, такие как коррупция. Оставаясь верным своим трэш-металлическим корням, группа черпала вдохновение из традиционного хэви-метала, джаз-фьюжна и прогрессивного / технического металла. Альбом стал коммерческим прорывом для Testament, достигнув 77-го места в Billboard 200, и сопровождался тремя синглами (заглавный трек, «The Ballad» и «Greenhouse Effect»), которые широко транслировались по радио (различным AOR-радиостанциям и Headbangers Ball на MTV), что еще больше помогло повысить авторитет группы. Testament почти год гастролировали после Practice What You Preach с несколькими группами, включая Overkill, Annihilator, Wrathchild America, Mortal Sin, Xentrix, Nuclear Assault, Savatage, Flotsam and Jetsam, Mordred, Dark Angel и тогда еще относительно неизвестных Primus. Несмотря на то, что было продано более 450 000 копий, альбом никогда не был признан золотым RIAA.

Очередной альбом, Souls of Black выходит в 1990 году, при этом вызывая довольно смешанные чувства у музыкальных критиков, хотя продажи альбома были хорошими благодаря заглавному треку, и группа выступала в турах по аренам, включая европейский тур Clash of the Titans с Megadeth, Slayer и Suicidal Tendencies. Testament выступили в поддержку Souls of Black двумя турами по Северной Америке, и разогревали Judas Priest в их туре Painkiller с октября по декабрь 1990 года и Slayer в туре Seasons in the Abyss с января по март 1991 года. Они также гастролировали по Японии и давали концерты с Anthrax и Sepultura. Вскоре после завершения тура Souls of Black группа выпустила свой первый документальный фильм на видеокассете Seen Between the Lines, содержащий концертные клипы, записанные во время мирового турне Souls of Black, четыре рекламных музыкальных клипа и фрагменты видеоинтервью.

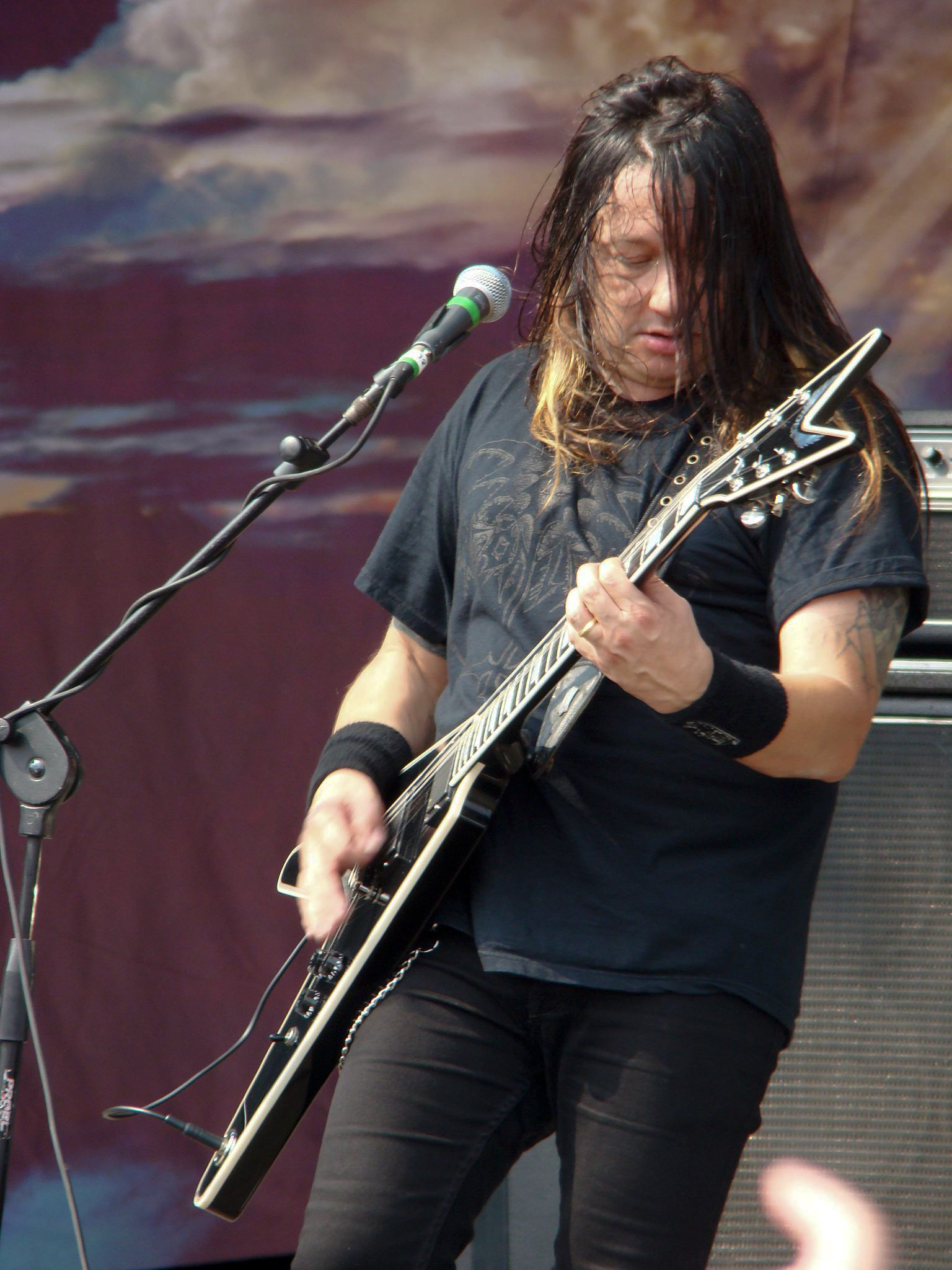
Гитарист и основатель группы Эрик Питерсон

В это время особую популярность набирает новый музыкальный стиль гранж, и Testament пытаются восстановить связь со своей аудиторией, выпустив в 1992 году The Ritual, записанный на One on One Recording в Лос-Анджелесе под руководством продюсера Тони Платта. Стилистически здесь группа отошла от трэша в сторону более простого и традиционного хеви-металлического звучания и несколько более прогрессивной атмосфере, причем заглавный трек был самым длинной песней, которую Testament записали до этого момента. Барабанщик Луи Клементе признал это музыкальное изменение в интервью Deseret News в 1992 году, объяснив: «The Ritual медленнее и ориентирован на старый стиль металла, в то время как The Legacy был чистым трэшем. Фактически, каждый релиз был другим. Мы естественно прогрессировали». Клементе сказал в том же интервью, что участие Платта в записи альбома помогло Testament «получить больше энергии». Альбом достиг 55-го места в Billboard 200, самой высокой позиции группы в чартах в то время, а рок-балладе «Return to Serenity» удалось получить радио-трансляцию, заняв 22-е место. Несмотря на то, что в США было продано более 485 000 копий, альбом так и не получил золотой сертификат. В поддержку The Ritual Testament гастролировали по Европе и Северной Америке, выступая хедлайнерами в своих собственных турах, а также выступая на разогреве у Iron Maiden в их туре Fear of the Dark и у Black Sabbath в их туре Dehumanizer. Однако успех альбома не положил конец напряженности внутри группы.

### Перемены в составе (1993—2003)
Следующее десятилетие существования группы сулит чередой перемен в составе, вызванными расхождениями в музыкальных предпочтениях. Соло-гитарист Алекс Сколник и барабанщик Луи Клементе покидают состав Testament. Сколник хотел сконцентрироваться на более мелодичном стиле игры на гитаре, что не было возможно в рамках традиционных трэшевых музыкальных предпочтений Билли, Питерсона и Кристиана, которые на тот момент между собой решили, что игра Сколника стала «слишком мелодична». И, как результат, сразу после выхода The Ritual Сколник покидает Testament, временно присоедившись к Savatage, а позже организовывает собственный акустический джаз-бэнд Alex Skolnick Trio. В то же время, барабанщик Луи Клементе решил сделать более стабильную карьеру, в отличие от музыкальной, и занялся продажей мебели и предметов современного искусства.
В 1993 году, Сколник и Клементе были временно заменены участниками Forbidden Гленом Элвеласом и Полом Бостафом, соответственно. В таком составе группа выпустила концертный EP, Return To Apocalyptic City. Вскоре после этого Элвелас покидает группу, а Бостаф уходит в Slayer. В 1994 году выходит полноформатник, под названием Low, в записи которого принимают участие Джон Темпеста (барабаны) и дэт-метал-гитарист Джеймс Мёрфи, в прошлом участник таких команд, как Death, Cancer и Obituary. Low оказался довольно разнообразным по стилистике альбомом, сочетая в себе различные влияния дэт-метала, грув-метала, и в то же время здесь присутствует баллада «Trail of Tears», повествующая об одной из страниц трагической истории коренных американских индейцев — Дороге слёз. Лирику написал Чак Билли, являющийся представителем народности Помо. Также Чак посвятил своему племени ещё одну песню — «Native Blood» из альбома Dark Roots of Earth. Большая часть давних фэнов группы встретили Low довольно тепло, хотя число фанатов Testament не сильно выросло. Некоторые фанаты, однако, рассматривали уход Testament от мейнстрима как освобождение, которое позволило им творчески расшириться, не подвергаясь давлению со стороны продаж и успеха, как это было раньше. Несмотря на то, что альбом занял только 122-е место в чарте Billboard 200, что было ниже результатов трёх предыдущих альбомов группы, его заглавный трек «Low» получил достойную трансляцию Headbangers Ball на MTV и радиостанции KNAC в Лос-Анджелесе, незадолго до того, как оба выпуска прекратили свое вещание в начале 1995 года. Testament более года гастролировали в поддержку Low, играя с многочисленными группами, такими как Machine Head, Downset, Korn, Forbidden, Kreator, At the Gates, Moonspell, Crowbar, Suffocation и Gorefest. Их первый полноформатный концертный альбом Live at the Fillmore, выпущенный летом 1995 года, был записан во время этого тура и стал их первым релизом после того, как они закончили восемь с половиной лет своего пребывания на Atlantic Records.
Темпеста покинул группу после записи альбома, и в последующем туре его заменил Джон Дэтте. Однако он также покидает состав группы во время тура 1994—1996 годов, чтобы присоединиться к Slayer, заменив Бостафа, в прошлом также участника Testament. Временную замену ему нашли в лице Криса Контоса, бывшего члена Machine Head. В таком составе команда записала «Rapid Fire», классический хит Judas Priest для их трибьют-альбома. По окончании клубного тура 1996 года Грег Кристиан, Джеймс Мёрфи и Крис Контос уходят из группы. В то время, когда Контос ещё был в составе Testament, он предложил группе отказаться от нынешнего названия и назваться Dog Faced Gods (по названию одной из песен их последнего на тот момент альбома). Эта идея сразу же была отвергнута Билли и Питерсоном, желавшими продолжать выступать под именем Testament. Они же временно прекратили творческую деятельность группы на короткий срок.
Последующий альбом группы, Demonic, был выпущен в 1997 году, показывающий новый подход группы к созданию музыки, экспериментируя с дэт-металом. В вокальных партиях Билли все больше используется гроулинг. Музыка группы заметно утяжелилась и лирика снова стала содержать оккультные темы. Питерсон здесь совмещает роли лидер- и ритм-гитариста (также гостевое участие на записи принял Глен Элвелас, принявший также участие в последующем туре). В стан группы возвращается Деррик Рамирез, стоявший когда-то у истоков создания группы, а за барабанную установку садится Джин Хоглан (экс-Dark Angel). Хоглан уходит ещё до начала тура в поддержку Demonic и присоединяется к Strapping Young Lad, его заменяет Стив Джэкобс, принявший участие в южноамериканской части турне, и Джон Дэтте возвращается назад в Testament. Позже группа в интервью объяснила уход Хоглана нежеланием оставаться в рядах Testament и лояльностью к необычному звучанию Strapping Young Lad.

1998 год ознаменовал в группе очередные крупные перемены в составе: уходят Рамирез, Элвелас и Дэтте, в группу возвращается Джеймс Мёрфи, с которым Testament записывает The Gathering. Ритм-секция The Gathering состояла из довольно известных и уважаемых в трэш-металлических кругах музыкантов: пионера игры на безладовой бас-гитаре в метале Стива ДиДжорджио (в прошлом Death и Sadus) и оригинального барабанщика Slayer Дэйва Ломбардо, родоначальника экстремальной школы игры на ударной установке. Звучание альбома можно во многом охарактеризовать как слияние элементов трэш-метала и дэт-метала, а также заметно незначительное влияние интереса Питерсона к блэк-металлической музыке, который он воплотил в жизнь в своем сайд-проекте Dragonlord. При этом в альбоме практически отсутствовали гитарные соло-партии. Однако, альбом был достаточно высоко оценен критиками и тепло воспринят фанатами, особенно в Германии, где он вошёл в число 50-ти лучших альбомов.

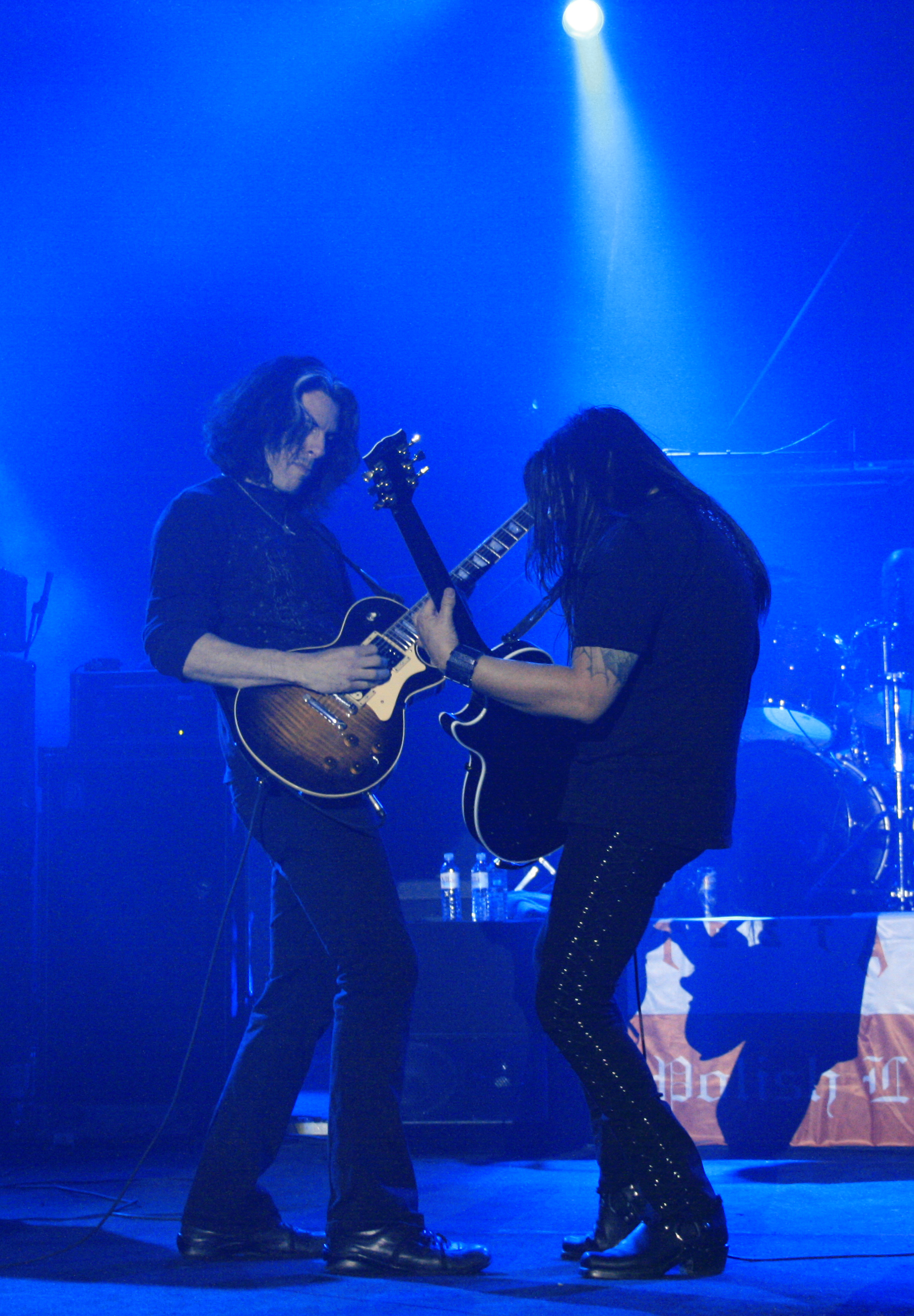
Гитаристы "классического" состава Алекс Сколник и Эрик Питерсон

Вскоре после выхода в свет The Gathering у лидер-гитариста Джэймса Мёрфи обнаружили опухоль головного мозга. Собрав достаточную сумму денег, Мёрфи сделали операцию, и в конце концов он полностью восстановился. Тем не менее, последствия операции дали о себе знать — он не мог вспомнить ничего из записи The Gathering. В 2001 году у Чака Билли также диагностировали тип раковой опухоли, называемой семинома. Данный вид рака — весьма редкая форма тестикулярного рака, однако он поразил только легкие и сердце Билли. К счастью, в том числе благодаря традиционной медицине коренных американцев, к числу которых относится музыкант, его рак также был успешно вылечен, но на полное восстановление требовалось ещё время. В августе 2001 года друзья Билли организовали благотворительный концерт Thrash of the Titans, благодаря которому пережили второе рождение такие легенды калифорнийского трэша как Exodus, Death Angel, Heathen, Forbidden Evil, Vio-Lence, а также в шоу приняли участие Anthrax, Flotsam and Jetsam, Sadus, Stormtroopers of Death и другие. «Гвоздём» программы стало воссоединение Testament в оригинальном составе и под оригинальной вывеской «Legacy», в составе которой значились Стив Суза (вокал), Алекс Сколник (гитара), не игравший с группой с 1992 года, и Грэг Кристиан (бас). Позже, в 2001 году, Testament выпускают First Strike Still Deadly, коллекцию перезаписанных и заново родившихся благодаря современному качеству студийной звукозаписи песен группы из первых двух альбомов. Альбом был записан в составе: Билли (вокал), Питерсон (ритм-гитара), Сколник (лидер-гитара), ДиДжорджио (бас), Темпеста (ударные). Также гостевое участие в альбоме принял Стив Суза, с которым были записаны 2 трека, один из которых, Reign of Terror, впервые вышел в демозаписи группы в 1985 году и никогда не был выпущен в полноформатном студийном альбоме.

### Восстановление Билли, реюнион иThe Formation of Damnation(2003—2010)

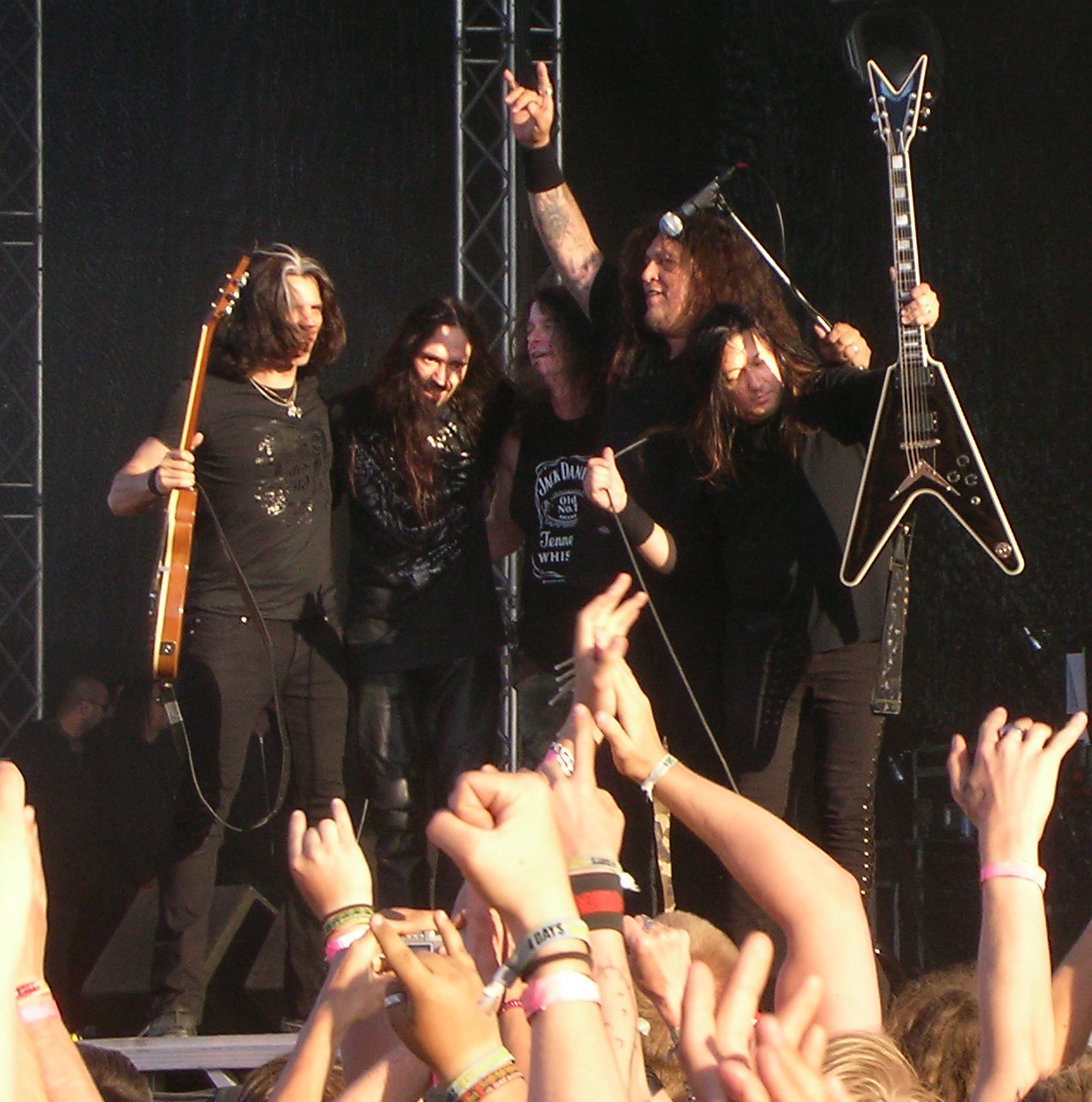
Testament на фестивале Sweden Rock в 2008

В 2003 году Чак Билли полностью восстановился, и группа начала снова выступать вживую и уже с новым барабанщиком, Джоном Алленом (Sadus). В 2004-м, в команде снова наметились перемены перед живыми выступлениями на летних фестивалях, Джона Аллена заменил «старый знакомый» Пол Бостаф, второй раз вернувшись в ряды Testament после десятилетия отсутствия. Лидер-гитарист Стив Смит также уходит в Nevermore, и на его замену приходит Майк Класяк (экс-Halford). Буквально сразу после ухода Смита из группы, Эрик Питерсон зарабатывает перелом ноги, упав с лестницы, что делает невозможным его участие в предстоящих шоу, поэтому Стив вынужден вернуться в группу для временной замены.
В мае 2005 года было объявлено, что Testament проведут небольшой европейский реюнион-тур, названный «10 Days in May Tour» и в участии которого должны принять участие оригинальные участники Testament: Билли, Питерсон, Сколник и Кристиан, а партии ударных между собой разделят Джон Темпеста и Луи Клементе. После проведения первых шоу успех реюниона группы становится очевиден, и Testament объявляют о ещё нескольких концертах в США, Европе и Японии. Сколник в это время также гастролировал по восточному побережью США вместе с Trans-Siberian Orchestra. По окончании реюнион-тура группа выпускает концертный DVD «Live in London», на котором в приложении к концерту, проведенном в Лондоне, имеется интервью, в котором Эрик Питерсон выразил огромное желание записать новый альбом в классическом составе. Он также отметил, что Алекс Сколник уже начал писать новые песни. Чак Билли также заявил, что он «счастлив снова видеть в составе Testament Алекса, Грега, Луи и Джона Темпесту», а также выразил желание продолжить с ними сотрудничество и в дальнейшем. Также в 2005 году на DVD был впервые выпущен давно не издаваемый документальный фильм Testament Seen Between the Lines.
Testament впервые выступает на Ближнем Востоке, на фестивале Dubai Desert Rock в марте 2006. Другими известными коллективами, принявшими участие на Desert Rock Festival, были Iron Maiden, Megadeth, Reel Big Fish и 3 Doors Down. Вскоре, в этом же году, место за ударной установкой занимает британец Николас Баркер (экс-Dimmu Borgir, экс-Cradle of Filth), однако позже из-за проблем с визой он не смог продолжить сотрудничество с группой.
В июле 2007 года группа отыграла концерт в ночном клубе Jaxx в Спрингфилде (штат Вирджиния) с Полом Бостафом на барабанах. На этом концерте группа представила свою новую песню «Afterlife», которая будет включена в новый альбом, позже они снова её исполнили на Earthshaker Fest.
В феврале 2008 года группа представляет песню «More Than Meets the Eye» из нового альбома на своей странице в MySpace. В апреле 2008 года Testament были подтверждены как участники фестиваля Monsters of Rock Оззи Осборна, который позже состоится 26 июля 2008 года в Калгари, Альберта, Канада.
Testament выпустили свой новый альбом, названный The Formation of Damnation, 29 апреля 2008 года на Nuclear Blast Records. Первая студийная работа за девять лет, первый альбом с Алексом Сколником со времен The Ritual, а также первый с Грегом Кристианом со времен Low. Также в этом году Testament были приглашены выступить на открытии рок-фестиваля «Gillmanfest», который состоялся 24 мая 2008 года в Валенсии, Венесуэла. Также группа посетила Колумбию во второй раз в истории во время обширного турне. В июне 2008 года Testament завершили 3-й этап фестиваля Download Festival, в Донингтон-Парке, Великобритания. После этого группа гастролировала по США на разогреве у Judas Priest, Heaven & Hell и Motörhead в «Metal Masters Tour». 22 октября 2008 группа объявила, что приняла в состав гитариста Глена Дровера, ранее игравшего в Megadeth и King Diamond, на время предстоящего мексиканского турне с Judas Priest, так как Сколник был занят в это время в гастролях с Trans-Siberian Orchestra.
В конце сентября 2009 года было объявлено, что группа выступит хедлайнером в европейском турне «Priest Feast» вместе с Judas Priest и Megadeth в феврале и марте 2009 года. 25 марта 2009 года Testament были специальными гостями на концерте «One Night Only» на стадионе O2 в Лондоне, где отыграли первые свои два альбома The Legacy и The New Order вместе с группой Sylosis в качестве поддержки. Также в 2009 году группа отправилась в 6-недельное турне по США в поддержку The Formation of Damnation вместе с Unearth and Lazarus A.D.. В марте 2010 года Глен Дровер снова принял участие с Testament в туре по США и Канаде, в котором группа составила компанию Megadeth и Slayer, так как Алекс Сколник отсутствовал по тем же причинам, что и в 2008-м году. В августе 2010 года группа гастролировала по Австралии.
17 апреля 2010 года группа выступила одним из хэдлайнеров на филиппинском ежегодном фестивале «PULP Summer Slam» с группой Lamb of God.

### Dark Roots of Earth,Brotherhood of the Snake(с 2010 по 2019)

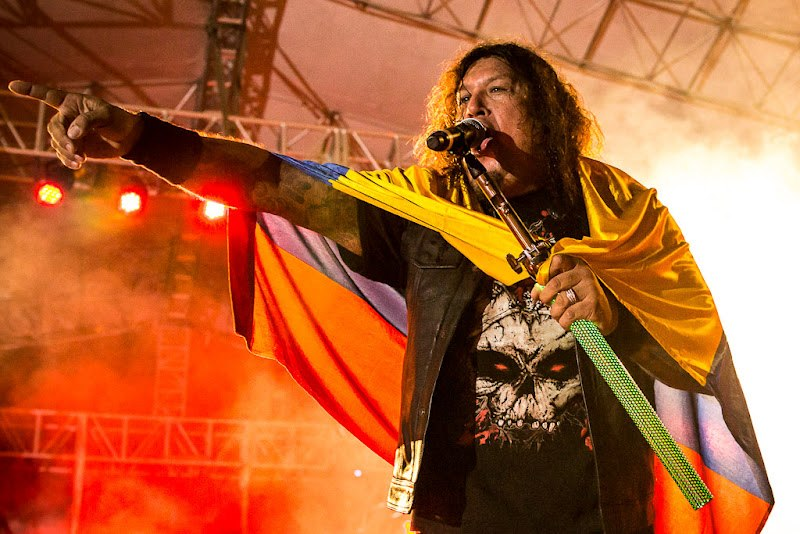
Вокалист Чак Билли в 2012

В начале 2009 года коллектив начал готовить материал для десятого полноформатного альбома. В интервью гитарист Эрик Питерсон заявил, что на тот момент группа сочинила 4 песни и что «есть парни в группе, которые хотят играть более мелодичный рок, но следующий диск будет тяжелее».
В январе 2011 года, в интервью во время круиза англ. 70000 Tons of Metal, фронтмен Чак Билли поведал, что Testament работают над шестью новыми песнями, и «возможно, осталось написать» четыре-пять песен, и уже к марту планируется начать запись альбома.
Группа начала запись своего десятого альбома 20 июня 2011 года. Пол Бостаф не смог принять участие в записи в связи с «серьёзной травмой», но ожидалось, что он присоединится к группе во время тура в поддержку альбома.
Однако Бостаф заявил о желании начать собственный проект и о своём выходе из Testament.
Джин Хоглан, игравший на барабанах во времена Demonic в 1997 году, записал барабанные партии для готовящейся пластинки. Группа также сообщила, что барабанщик Lamb of God Крис Адлер примет участие в записи пары бонус-треков.
13 июля 2011 года было объявлено, что новый альбом получит название Dark Roots of Earth. Альбом вышел 27 июля 2012 года и дебютировал на 12-й позиции в Billboard 200, что на тот момент явилось самым высоким достижением группы в чартах. Барабанщик Lamb of God Крис Адлер появился в качестве гостя на бонус-треке «A Day in the Death».
В августе 2012 года Питерсон заявил, что Testament запишут двенадцатый студийный альбом, если Dark Roots of Earth хорошо себя покажет. За неделю до релиза Dark Roots of Earth Билли пообещал, что группа больше не будет делать «огромных перерывов» между альбомами и будет «усердно работать и гастролировать в течение двух лет или около того», и постарается выпустить следующий альбом, когда сможет. Хоглан также сказал, что он «очень хотел бы» принять участие в написании следующего альбома Testament. В сентябре 2013 года Билли рассказал Rock Overdose, что с января по апрель 2014 года Testament будут писать и записывать одиннадцатый студийный альбом, который выйдет в 2014 году. Группа выпустила двойной альбом/концертный DVD Dark Roots of Thrash 15 октября 2013 года. В релизе задокументировано аншлаговое выступление группы в Paramount в Хантингтоне, Нью-Йорк, в феврале 2013 года.
13 января 2014 года было объявлено, что группу покинул Грег Кристиан, которого заменил вернувшийся Стив ДиДжорджио. Причинами своего повторного выхода из состава Testament Кристиан назвал финансовые споры и разногласия в группе.

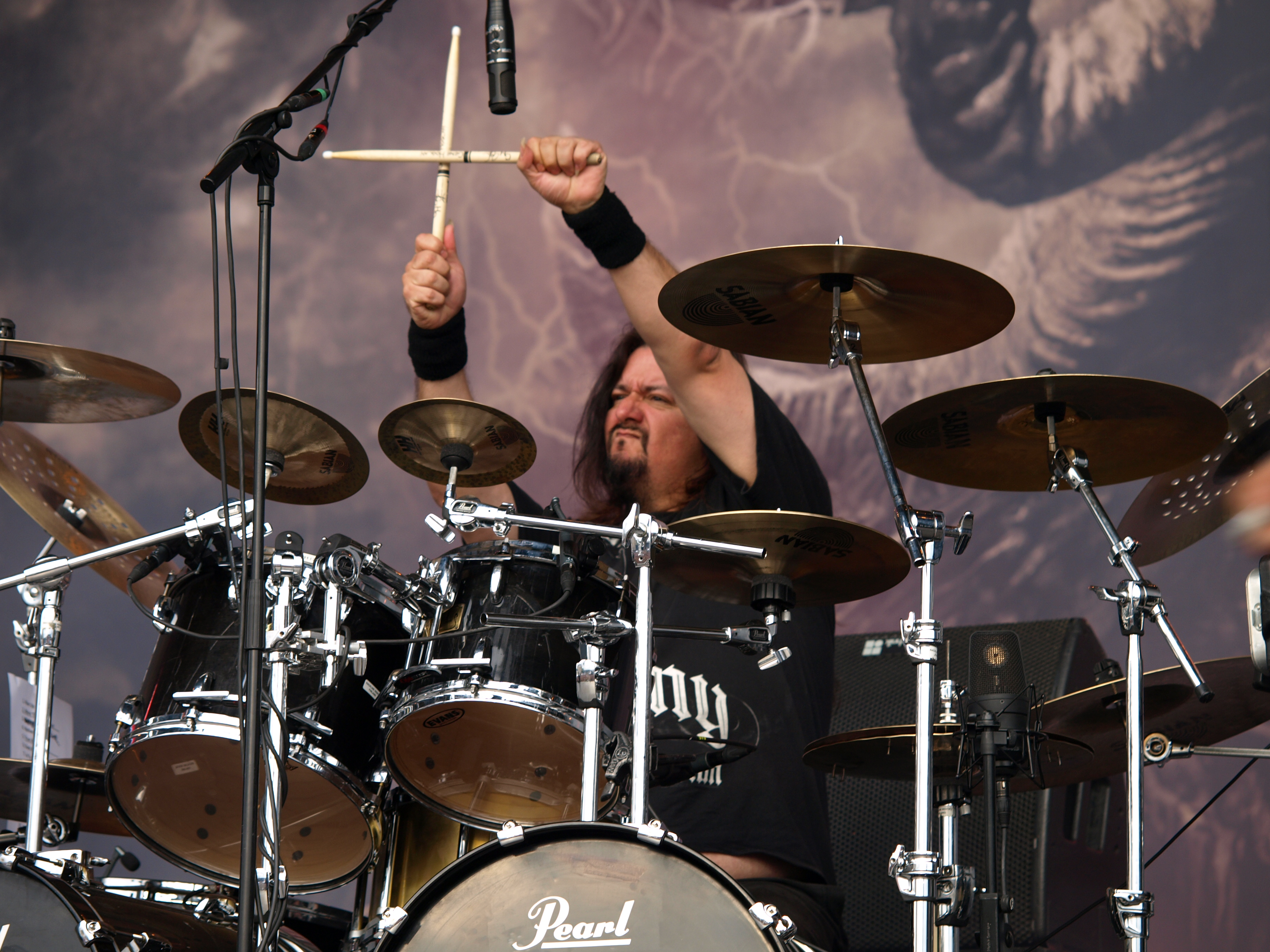
Барабанщик Джин Хоглан в 2013

Когда его спросили в интервью в апреле 2015 года о планах коллектива начать записывать двенадцатый студийный альбом, Питерсон сказал, что «главная цель — вернуться из тура в июне, закончить и попасть в студию к сентябрю». Билли также сказал, что цель группы — закончить альбом ко дню Благодарения. Словенский басист Тилен Худрап (Pestilence, Vicious Rumors и Paradox) и барабанщик района Залива Алекс Бент (Dragonlord, Decrepit Birth и Battlecross) заменили Ди Джорджио и Хоглана соответственно на престижном канадском фестивале под открытым небом Heavy Montréal в августе 2015 года, который посетило более 70 000 зрителей.
В мае 2016 года Билли подтвердил, что двенадцатый альбом группы будет называться Brotherhood of the Snake. Что касается лирического содержания альбома, он так прокомментировал: «Братство Змеи на самом деле было обществом около 6000 лет назад, которое запретило все религии. Это была очень увлекательная тема, которая привлекла наше внимание и породила множество песен. Мы будем придерживаться этой атмосферы. Будут некоторые песни, которые будут отличаться от других, но большинство будет посвящено инопланетянам и религии. Тогда я, вероятно, воспользуюсь своим родным наследием и напишу несколько песен об этом. Это будет не просто одна концепция, но есть кое-что интересное, о чем мы хотим написать. Альбом вышел 28 октября 2016 года и получил преимущественно положительные отзывы прессы, а также показал второй лучший результат для группы в чарте Billboard 200, достигнув 20-й позиции. Вскоре после релиза группа отправилась в международное турне с Amon Amarth. В апреле-мае 2017 года группа гастролировала по Северной Америке с Sepultura, Prong, Infernal Tenebra и Dying Gorgeous Lies. Группа также гастролировала по Европе с Annihilator и Death Angel в ноябре и декабре 2017 года, а затем в марте и апреле 2018 года при поддержке Annihilator и Vader. Наряду с Anthrax, Lamb of God, Behemoth и Napalm Death Testament открывали концерты Slayer в их прощальном туре по Северной Америке весной и летом 2018 года. Наряду с Anthrax, Corrosion of Conformity, Armored Saint, DevilDriver, John 5, Doro и Metal Church Testament также участвовали в круизе группы Megadeth под названием Megacruise в октябре 2019 года. В марте 2019 года было объявлено, что Testament также присоединятся к Slayer в последний день их прощального тура в Форуме в Лос-Анджелесе в канун Нового года вместе с Anthrax, Exodus, Sacred Reich и Iron Reagan. Музыкальные агентства в мае 2019 года сообщили, что группа будет гастролировать в поддержку нового альбома весной и летом 2020 года (как на аренах, так и в амфитеатрах) в туре под названием The Metal Legions Tour. Сохедлайнерами будут Iron Maiden и Judas Priest, а в поддержку будут выступать Obituary и The Raven Age. В конце мая 2019 года Testament выпустили концертный альбом Live at Dynamo Open Air 1997. Также в июне 2019 года было объявлено, что в поддержку нового альбома Testament, наряду с Exodus и Death Angel, примут участие в европейском туре «The Bay Strikes Back» (с англ. — «Залив наносит ответный удар») в феврале и марте 2020 года. Также сообщалось о североамериканском этапе этого тура. Во время выступления на фестивале Summer Breeze 13 августа 2019 года Питерсон объявил о возвращении группы в Германию в 2020 году.

### Titans of Creationи предстоящий четырнадцатый студийный альбом (c 2019)
Ещё в марте 2017 года группа начала работать над следующим альбомом, планируя выпустить его в 2018 году. В марте 2018 года Билли заявил, что Testament начнут работу над своим тринадцатым студийным альбомом после того, как они закончат тур в поддержку Brotherhood of the Snake в августе, надеясь не повторять четырехлетний перерыв между их последними тремя альбомами. Билли заявил в мае 2018 года, что открывая концерты Slayer, Testament завершали свои концерты в поддержку Brotherhood of the Snake. Работа над следующим альбомом началась в феврале 2019 года, в мае группа закончила предпроизводство нового альбома с Энди Снипом на сведении. Барабанщик Джин Хоглан раскрыл в интервью на подкасте «Talk Toomey» в июне 2019 года, что группа закончила запись альбома, планируя запустить альбом в начале 2020 года. Питерсон позже заявил, что он будет выпущен в январе 2020 года.

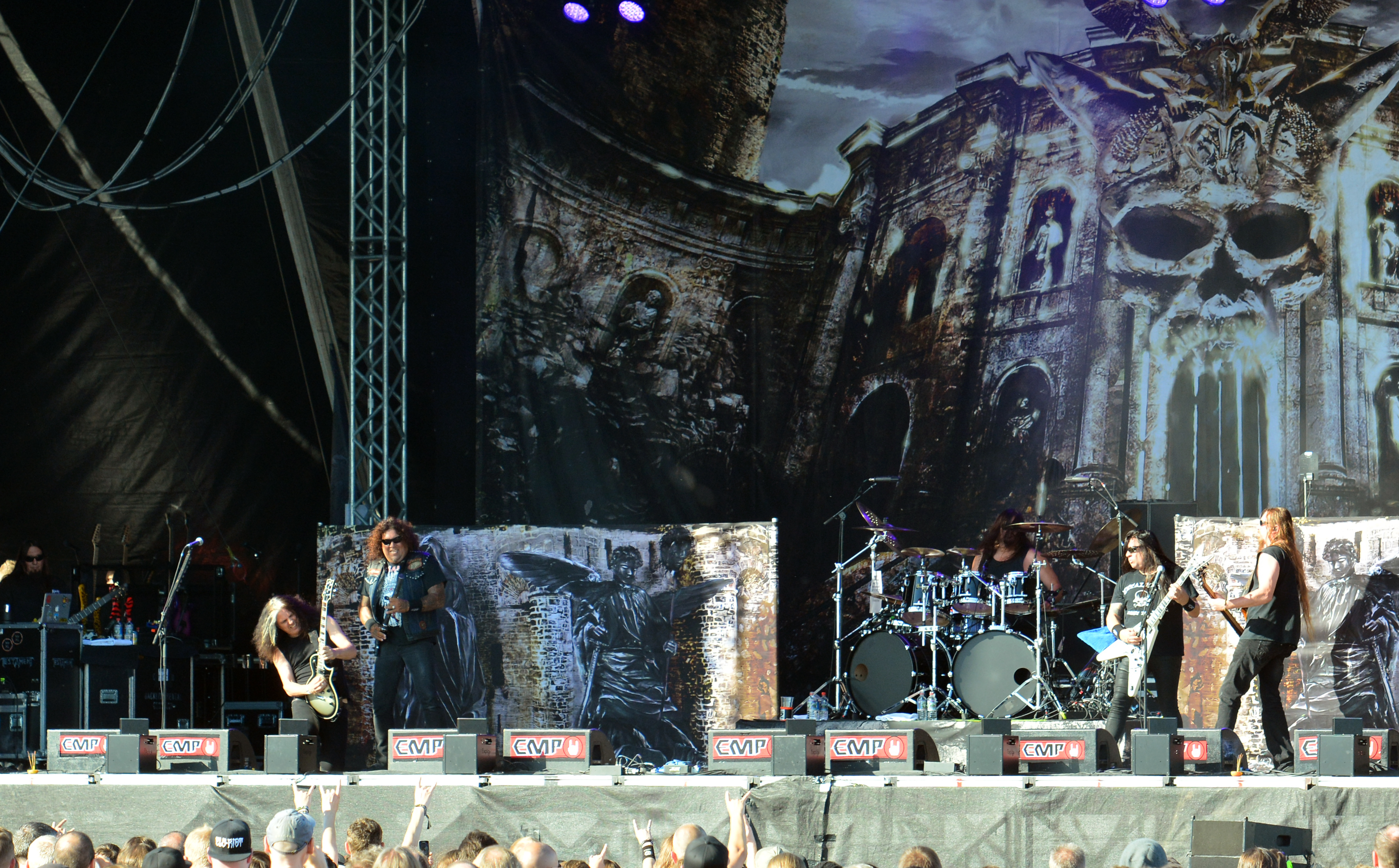
Testament на фестивале Elbriot в 2016

16 января 2020 года Билли в интервью Алексу Хаберу из Heavy New York назвал дату выхода предстоящего альбома — 3 апреля 2020 года. 31 января того же года в инстаграме группы была выложена обложка альбома, получившего название Titans of Creation, а также стал известен трек-лист. 3 февраля 2020 года группа объявила о туре в США в поддержку нового альбома с The Black Dahlia Murder, Municipal Waste и Meshiaak.
Во время вспышки пандемии коронавируса было объявлено об отмене части концертов, а 23 марта было объявлено, что Чак Билли с женой заразились коронавирусом. Позднее заразился и бас-гитарист Стив ДиДжорджио. В мае 2020 года в интервью Стиву Сузе на его видеоканале «Toxic Vault» Билли на вопрос о том, собираются ли Testament записывать альбом во время пандемии, ответил: «Мы ещё не записываем альбом. Я не выпущу то, что мы делаем, но мы собираемся писать что-нибудь. Просто чтобы что-то делать, не альбом, но что-нибудь, чтобы были синглы». В июле 2020 года, в интервью Riff Crew (Австралия) Чак Билли рассказал о возможности записи следующего альбома во время пандемии: «Ну, если это и правда, как некоторые говорят, двухлетний период, конечно, мы запишем еще одну запись, и когда все уляжется, у нас будет две записи… И если это должно занять именно столько времени, тогда да, мы бы, возможно, рассмотрели возможность записи еще одного альбома». Питерсон в сентябре 2020 года повторил слова Билли о том, что группа начнет работу над новым альбомом перед туром в поддержку Titans of Creation. В интервью Alive & Streaming, интернет-подкасту, организованному Тедом Агиларом из Death Angel, Билли подтвердил в марте 2021 года, что Питерсон пишет новый материал для нового альбома.
21 января 2022 года группа и их давний барабанщик Джин Хоглан объявили в своих аккаунтах в социальных сетях, что он снова покинул Testament, чтобы заняться «новой захватывающей главой [своей] карьеры и насладиться свободой действий со всеми вытекающими последствиями». 1 марта было объявлено, что барабанщик Дэйв Ломбардо вернулся в группу как раз к североамериканскому этапу тура «The Bay Strikes Back», который стал первым крупным выступлением Testament с Ломбардо, покинувшим группу перед туром 1999—2000 гг. в поддержку The Gathering. Они также обсудили возможность записи нового альбома с Ломбардо, и в сентябре 2022 года Билли заявил, что группа, скорее всего, начнет работу над ним после тура «The Bay Strikes Back». В интервью Bloodstock TV в том же году Питерсон выразил надежду, что альбом будет выпущен в конце 2023 года. В апреле 2023 года Ломбардо объявил, что не сможет гастролировать с группой в предстоящих концертных турах из-за занятости в других проектах, а также выразил сомнение, что сможет снова присоединиться к коллективу после этого. Спустя несколько дней стало известно, что его заменил Крис Довас, который ранее заменял Ломбардо на нескольких концертах в США осенью 2022 года. Когда в июне 2023 года во время их пребывания на фестивале Hellfest Питерсона спросили, когда будет записываться альбом, он ответил: «Надеюсь, может быть, октябрь, ноябрь. Если нет, то, вероятно, январь, февраль. Но мы нацелились на этот год — на конец года. Думаю, я закончу писать партии в сентябре. Так что нам просто нужно дождаться вокала. Что может занять некоторое время. Но посмотрим, что произойдет». Также в июне было объявлено, что группа продлила контракт с Nuclear Blast ещё на три альбома, и что лейбл приобрёл права на первые шесть альбомов группы для будущих переизданий. Работа над новым альбомом была возобновлена в июле 2023 года; Питерсон описал направление альбома как комбинацию трэш-метала, NWOBHM, блэк-метала и тяжелого хард-рок-блюза и почти две недели спустя было объявлено, что процесс написания песен альбома начался. К декабрю 2023 года Testament начали запись альбома с мастеринг-инженером Джастином Штурцем в студии Sterling Sound в Нашвилле.
В поддержку своего предстоящего четырнадцатого студийного альбома Testament выступят в качестве сохэдлайнеров в северноамериканском этапе тура Klash of the Titans с Kreator в сентябре-октябре 2024 года (с Possessed в качестве специальных гостей), а затем выступят на разогреве у Anthrax и Kreator в их совместном туре по Европе в ноябре—декабре 2024 года. Они также выступят на разогреве у Behemoth в их европейском туре «O Father, O satan, O Svmmer» летом 2024 года.

## Наследие и влияние
Вдохновленные Новой Волной Британского Хэви-метала и местной музыкальной сценой области Залива Сан-Франциско, Testament были признаны одними из лидеров второй волны трэш-метала конца 1980-х годов, а также одним из самых влиятельных актов трэш-метала в области залива. В 2021 году в опросе читателей журнала Revolver Testament заняли 1-е место в списке лучших групп, не входящих в «Большую четверку трэш-метала». AllMusic описал их как «один из первых трэш-актов, появившихся в Заливе после Metallica в 80-е годы». Testament считаются одним из членов расширенной «большой восьмёрки» трэш-метала, наряду с Metallica, Megadeth, Slayer, Anthrax, Exodus, Overkill и Death Angel.
Многочисленные группы хард-рока и хэви-метала, такие как Aerosmith, AC/DC, Angel Witch, Black Sabbath, Boston, Deep Purple, Def Leppard, Dio, Exodus, Iron Maiden, Judas Priest, Kiss, Led Zeppelin, Mercyful Fate, Metallica, Michael Schenker Group, Montrose, Ozzy Osbourne (в частности, эпоха Рэнди Роудса), Raven, Samson, Saxon, Scorpions, Slayer, The Sweet, Thin Lizzy, UFO (в частности, эпоха Михаэля Шенкера), Van Halen, Venom и Watchtower, были названы источниками вдохновения или влияния на музыку Testament. Другие музыкальные вдохновения группы включают The Beatles, а также гитаристы/вокалисты Джефф Бек, Чак Берри, Джими Хендрикс, Ингви Мальмстин, Фрэнк Марино, Mahogany Rush, Пэт Треверс и Джонни Винтер.
Testament повлияли на множество групп, таких как Pantera, Sepultura, Annihilator, Drowning Pool, Lamb of God, Killswitch Engage, Havok, Evile, Blind Guardian, Sevendust, Terror и Unearth.

## Дискография
- The Legacy (1987)
- The New Order (1988)
- Practice What You Preach (1989)
- Souls of Black (1990)
- The Ritual (1992)
- Low (1994)
- Demonic (1997)
- The Gathering (1999)
- The Formation of Damnation (2008)
- Dark Roots of Earth (2012)
- Brotherhood of the Snake (2016)
- Titans of Creation (2020)

## Состав

### Текущий состав
- Эрик Питерсон — гитара, бэк-вокал (1982—наши дни)
- Алекс Сколник — гитара, бэк-вокал (1983—1992, 2001, 2005—наши дни)
- Чак Билли — вокал (1986—наши дни)
- Стив ДиДжорджио — бас-гитара (1998—2004, 2014—наши дни)
- Крис Довас — ударные (2023—наши дни)

### Бывшие участники
- Майк Рончетте — ударные (1982—1983)
- Деррик Рамирез — гитара (1982—1983), бас-гитара (1997)
- Стив Суза — вокал (1983—1986, 2001)
- Луи Клементе — ударные (1983—1993, 2005)
- Грег Кристиан — бас-гитара (1982—1996, 2004—2014)
- Глен Элвелас — гитара (1993, 1997—1998)
- Пол Бостаф— ударные (1993, 2004, 2007—2011)
- Джон Темпеста — ударные (1993—1994, 2001, 2005, 2011)
- Джон Детте — ударные (1994—1995, 1997—1998, 1999)
- Джеймс Мёрфи — гитара (1994—1996, 1998—2000)
- Крис Контос — ударные (1995—1996)
- Джон Аллен — ударные (1999—2004, 2007, 2011)
- Стив Смит[англ.] — соло-гитара (2000—2004)
- Майк Чашиак — гитара (2002, 2004—2005)
- Николас Баркер — ударные (2006—2007)
- Глен Дровер — гитара (2008, подменял Алекса Сколника во время его тура с Trans-Siberian Orchestra, 2016)
- Алекс Бент — ударные (2015, подменял Хоглана на концерте в Монреале, Канада)
- Джин Хоглан — ударные (1997, 2011—2022)
- Дэйв Ломбардо — ударные (1998—1999, 2022—2023)